# العلاقات النيجرية التنزانية
العلاقات النيجرية التنزانية هي العلاقات الثنائية التي تجمع بين النيجر وتنزانيا.

## مقارنة بين البلدين
هذه مقارنة عامة ومرجعية للدولتين:
| وجه المقارنة                                              | النيجر          | تنزانيا                        |
| --------------------------------------------------------- | --------------- | ------------------------------ |
| المساحة (كم2)                                             | 1.27 مليون      | 947.30 ألف                     |
| عدد السكان (نسمة)                                         | 21.48 مليون     | 57.31 مليون                    |
| الكثافة السكانية (ن./كم²)                                 | 16.91           | 60.5                           |
| العاصمة                                                   | نيامي           | دودوما                         |
| اللغة الرسمية                                             | لغة فرنسية      | اللغة السواحلية، لغة إنجليزية  |
| العملة                                                    | فرنك غرب أفريقي | شيلينغ تانزاني                 |
| الناتج المحلي الإجمالي (بليون دولار)                      | 8.12 مليار      | 52.09 مليار                    |
| الناتج المحلي الإجمالي (تعادل القوة الشرائية) بليون دولار | 19.01 مليار     | 138.73 مليار                   |
| الناتج المحلي الإجمالي الاسمي للفرد دولار أمريكي          | 358             | 878                            |
| الناتج المحلي الإجمالي للفرد دولار أمريكي                 | 938             | 2.54 ألف                       |
| مؤشر التنمية البشرية                                      | 0.348           | 0.521                          |
| رمز المكالمات الدولي                                      | +227            | +255                           |
| رمز الإنترنت                                              | .ne             | .tz                            |
| المنطقة الزمنية                                           | ت ع م+01:00     | ت ع م+03:00، توقيت شرق أفريقيا |

## منظمات دولية مشتركة
يشترك البلدان في عضوية مجموعة من المنظمات الدولية، منها:
| علم المنظمة | اسم المنظمة                                 | تاريخ انضمام النيجر | تاريخ انضمام تنزانيا |
| ----------- | ------------------------------------------- | ------------------- | -------------------- |
|             | وكالة ضمان الاستثمار متعدد الأطراف          | 10 مايو 2012        | 19 يونيو 1992        |
|             | البنك الإفريقي للتنمية                      | ?                   | ?                    |
|             | منظمة الشرطة الجنائية الدولية               | ?                   | ?                    |
|             | مجموعة دول أفريقيا والكاريبي والمحيط الهادئ | ?                   | ?                    |
|             | منظمة حظر الأسلحة الكيميائية                | ?                   | ?                    |
|             | منظمة التجارة العالمية                      | ?                   | 1995                 |
|             | الأمم المتحدة                               | 20 سبتمبر 1960      | 14 ديسمبر 1961       |
|             | الاتحاد الأفريقي                            | ?                   | 16 يناير 1964        |
|             | مؤسسة التمويل الدولية                       | 7 يناير 1980        | 10 سبتمبر 1962       |
|             | يونسكو                                      | 10 نوفمبر 1960      | 6 مارس 1962          |
|             | مؤسسة التنمية الدولية                       | 24 أبريل 1963       | 6 نوفمبر 1962        |
|             | البنك الدولي للإنشاء والتعمير               | 24 أبريل 1963       | 10 سبتمبر 1962       |
|             | المركز الدولي لتسوية المنازعات الاستشارية   | 14 ديسمبر 1966      | 17 يونيو 1992        |
|             | الاتحاد البريدي العالمي                     | ?                   | ?                    |
|             | الاتحاد الدولي للاتصالات                    | 14 نوفمبر 1960      | 31 أكتوبر 1962       |

## وصلات خارجية
- موقع وزارة الخارجية التنزانية